# Seitaró Kitajama
Seitaró Kitajama (japonsky 北山 清太郎, Kitajama Seitaró; 3. března 1888 – 2. února 1945) byl japonský režisér animace, mezi jehož stěžejní tvorbu patří první komerční produkce anime. Joširó Irie, vědecký pracovník Japonského národního filmového centra, jej označil jako jednoho z otců anime.

## Dílo
- Sarukani gassen (1917)[3]
- Jume no džidóša (1917)[3]
- Neko to nezumi (1917)[3]
- Itazura posuto (1917)[3]
- Hanasaka-džidži (1917)[3]
- Čokin no susume (1917)[3]
- (Otogibanaši–) Bunbuku čagama (1917)[3]
- Šitakire suzume (1917)[3]
- Kačikačijama (1917)[3]
- Čiri mo cumoreba jama to naru (1917)[3]
- Urašima Taró (1918)[3]
- Momotaró (1918)[4]
- Taró no banpei senkoutei no maki (1918)[5]